# Milovice (okres Nymburk)
Milovice (Duits: Milowitz, soms ter onderscheiding van andere plaatsen met dezelfde naam Milovice nad Labem genoemd) is een Tsjechische stad in de regio Midden-Bohemen, en maakt deel uit van het district Nymburk. Milovice telt 13.634 inwoners (2023).

## Geschiedenis
- 1396 – De eerste schriftelijke vermelding van Milovice.[1]
- 1996 – De gemeente Benátecká Vrutice wordt geannexeerd door de stad Milovice.[2]